# Magasin (arme)
Pour les articles homonymes, voir Chargeur et Magasin.
Un magasin est la partie d'une arme à feu où les cartouches sont stockées avant d'être chambrées puis percutées.
Lorsque celui-ci devient amovible, il est appelé « chargeur » . Il est donc possible d'emporter plusieurs chargeurs afin de réalimenter une arme rapidement.

## Barillet

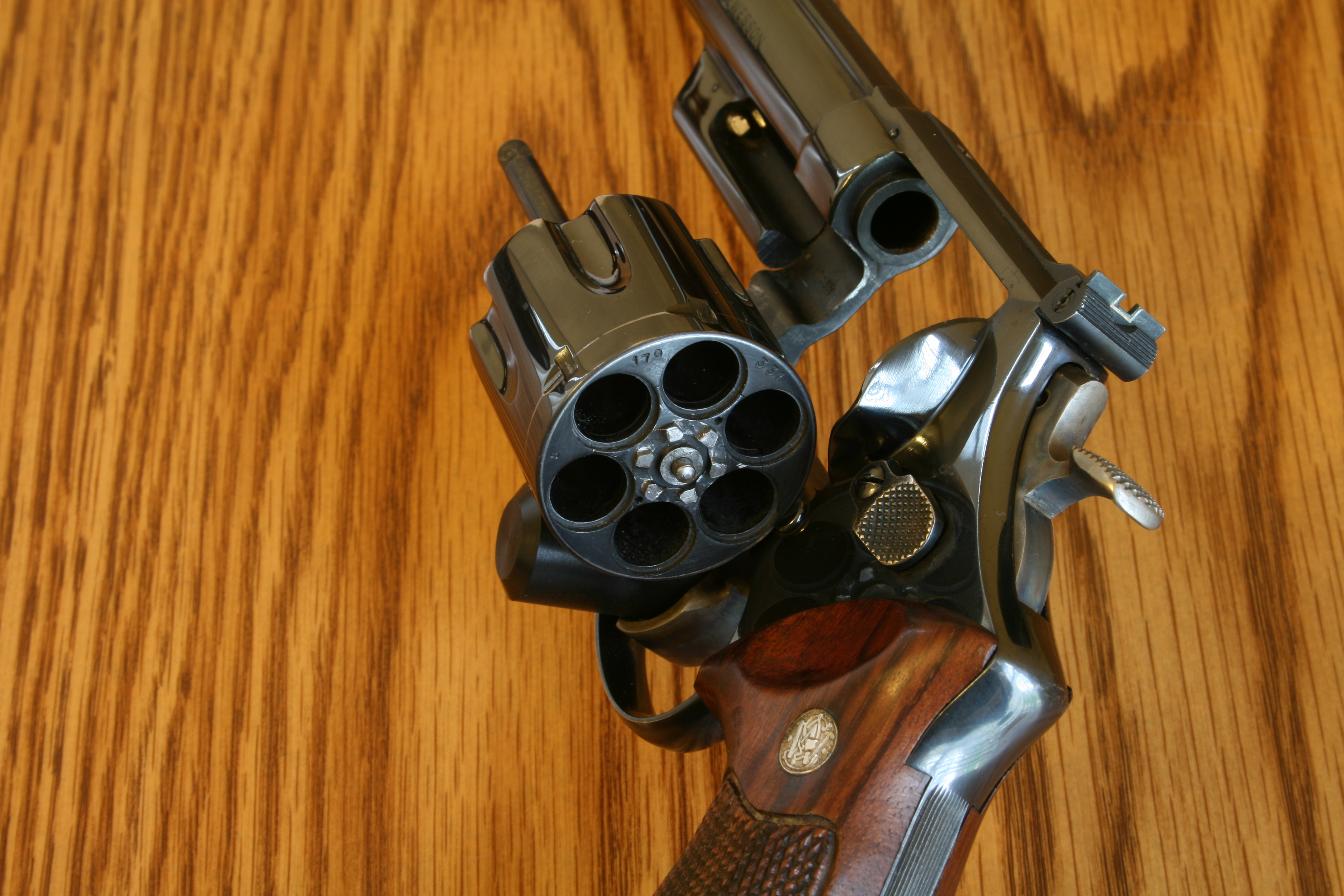
Barillet de revolver.

Le barillet est un élément rotatif, abritant souvent six chambres, parfois moins pour les revolvers puissants ou de faible encombrement, parfois davantage (sept coups sur certains Mateba). Au XIXe siècle, il a existé des barillets comptant jusqu'à 20 chambres.
L'avantage du revolver est qu'il peut utiliser différentes cartouches dont le calibre du projectile est le même ; par exemple, un revolver de calibre .357 Magnum peut accepter des cartouches de .38 Special.[réf. souhaitée]

## Magasin fixe
Le magasin fixe est inclus dans l'arme. On y introduit les cartouches une à une, ou bien en les faisant glisser à partir d'une lame-chargeur (parfois une simple lame de métal), ou encore à l'aide d'un chargeur « en bloc ».[réf. souhaitée]
Le magasin fixe est utilisé notamment dans bon nombre de fusils militaires de la première moitié du XXe siècle, ou dans les armes de chasse au gros gibier. Sa capacité dépasse rarement une quinzaine de cartouches.[réf. souhaitée]

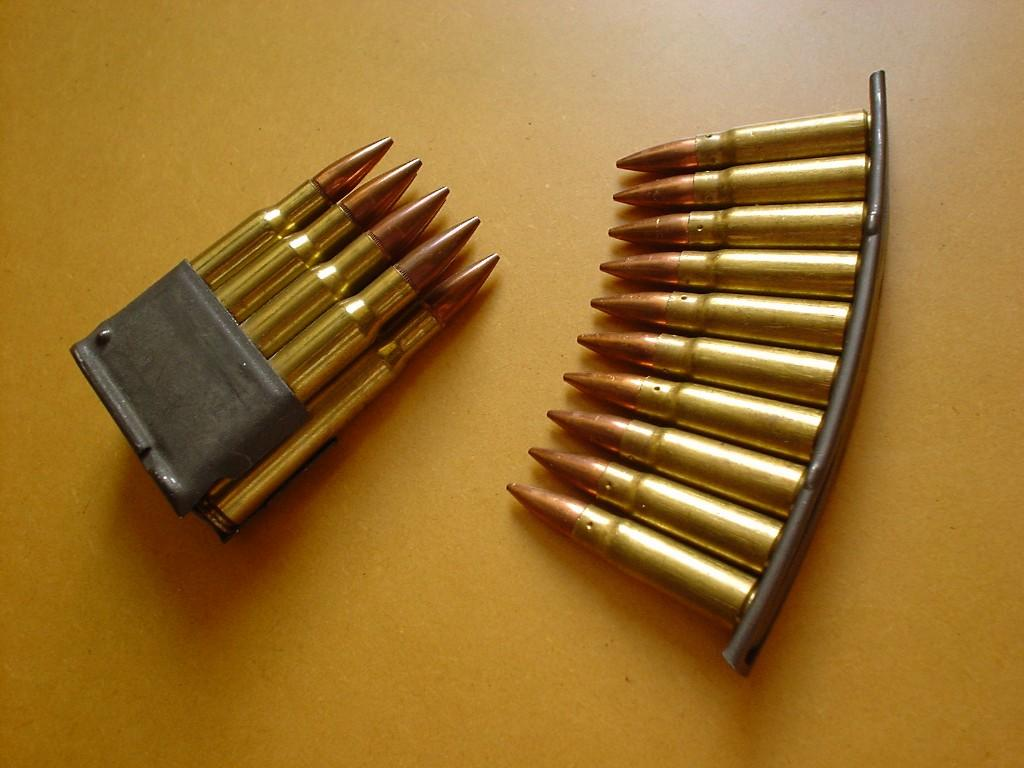
Comparaison entre un chargeur en bloc du M1 Garand (à gauche), et la lame-chargeur d'un SKS (à droite).
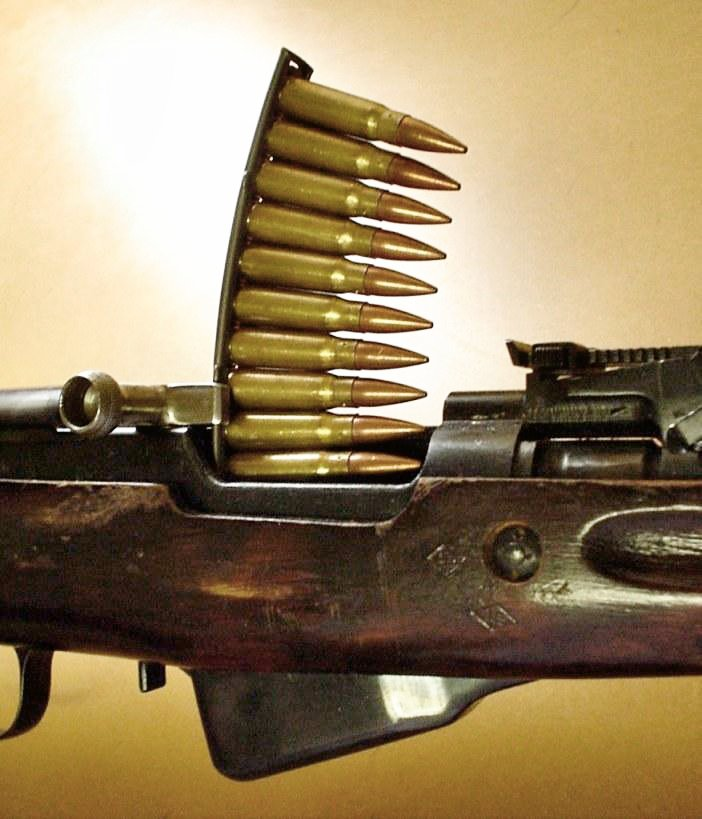
SKS chargé d'un clip-chargeur.

## Magasin tubulaire

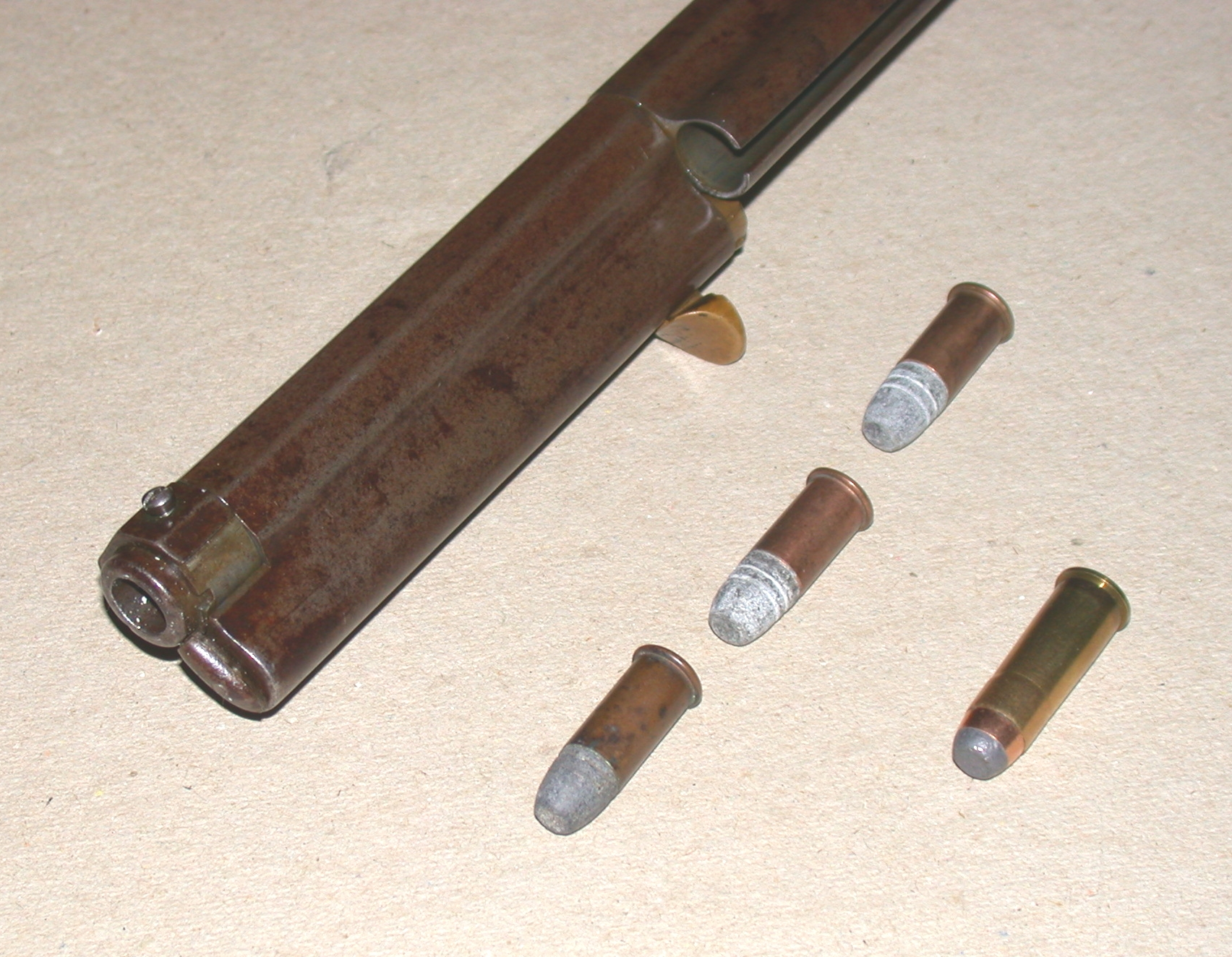
Magasin tubulaire ouvert d'un fusil Henry Mod 60 avec trois balles et une balle de calibre .44 WCF en comparaison.

Dans un magasin tubulaire, les cartouches sont stockées les unes derrière les autres.[réf. souhaitée]
Ce système est notamment utilisé dans les carabines à levier de sous-garde (exemple : Winchester 1873, Henry, Marlin 336), les fusils de chasse à âme lisse à répétition manuelle (fusil à pompe) ou semi-automatique (exemple : Benelli M4)  et moins connu dans certains anciens fusils militaires (exemple : Lebel 1886).
Ce genre de magasin est proscrit pour les munitions dont la balle est dotée d'une ogive pointue qui, en contact avec l'amorce de la munition suivante, pourrait percuter cette dernière lors d'un choc. Pour contrer ce défaut, la compagnie Marlin, en collaboration avec Hornady, a créé la gamme Lever evolution dotée d'une pointe souple qui ne risque pas de percuter la cartouche suivante.
La capacité des tubes magasin des fusils de calibre 12 varient suivant différents critères :
- la longueur du tube magasin qui peut varier en fonction de la longueur du canon utilisé et, dans certains cas, recevoir une extension.
- la longueur des cartouches utilisées (exemple Benelli M4 : 7 coups 12/70 mm, 6 coups 12/76 mm[3], Benelli Supernova Slug : 4 coups 12/76 mm, 4 coups 12/70 mm et 3 coups 12/89 mm[4])

## Magasin amovible ou chargeur
Le magasin amovible ou chargeur est une sorte de boîte contenant les munitions, qui peut être introduite dans l'arme pour l'alimenter rapidement et simplement.[réf. souhaitée]
On trouve des magasins amovibles ou chargeur sur la plupart des armes semi-automatiques ou automatiques, surtout destinées au combat. Outre leur capacité, leur dimension est un facteur important.[réf. souhaitée]
Dans les chargeurs d'anciens pistolets, les munitions sont généralement placées en ligne. Mais pour les pistolets plus modernes, les pistolets mitrailleurs et les fusils d'assaut, les munitions sont le plus souvent placées en quinconce, ce qui permet de diminuer la longueur du chargeur tout en gardant une capacité importante.
À partir d'une certaine contenance et si l'étui a un diamètre supérieur à celui de la balle (c'est le cas de nombreuses munitions de fusil), les chargeurs présentent une forme courbe. Ils sont de plus en plus souvent partiellement transparents pour permettre de savoir très simplement combien de munitions s'y trouvent. L'empilement des munitions peut y être vertical ou en quinconce, leur contenance est variable en fonction de la munition et de l'arme.[réf. souhaitée]
Dans les pistolets, le chargeur est le plus souvent contenu dans la poignée et la plupart stockent au moins sept et rarement plus de dix-huit cartouches. La plupart des chargeurs de pistolets mitrailleurs ou de fusils d'assaut contiennent entre vingt et trente cartouches.[réf. souhaitée]
On trouve également des chargeurs de forte capacité[réf. souhaitée] :
- chargeurs camembert ou tambour qui ont la forme d'un disque contenant jusqu'à cent cartouches. La plupart d'entre eux sont peu fiables[réf. nécessaire] et laissent les cartouches bringuebaler. On trouve par exemple ce type de chargeur sur les pistolets-mitrailleurs Thompson et PPSh-41, mais aussi sur le fusil d'assaut AK-47 . Des chargeurs double camembert de 100 coups 5,56 pour fusils type M16 sont mêmes apparus sur le marché US ;

- chargeurs hélicoïdaux, en forme de cylindre comme sur le PP-19 Bizon, contenant jusqu'à cent cartouches de 9 mm Parabellum ;
- Chargeurs spéciaux à grandes capacités avec un une position des munitions en double quinconce, exemple chargeur 60 coups 5,56 mm pour armes type M16. Ce type de chargeur avait été développé pour le marché civil US afin de participer à des parcours tel que : "The 60-round AR-15 Shooting Workout" ou le "TSV" (Tir Sportif de Vitesse). Problèmes de ce type de chargeur : son poids accru et sa sensibilité à l'encrassement à cause de sa complexité. Ce type de chargeur possède 2 systèmes de transporteurs et leurs ressorts à cause de sa largeur accrue puis son rétrécissement au niveau supérieur :

1. dans un premier temps les transporteurs poussent les cartouches placées en quinconce par rangées de 4 cartouches sur la majeure partie du corps du chargeur, ensuite au niveau du rétrécissement, il y aura un déquinconcement vers un quinconce de 2 cartouches ;
2. dans un deuxième temps, seul le transporteur central et son ressort poussent les dernières cartouches ;

- Chargeurs transversaux, dans lesquels les munitions doivent opérer une rotation de 90 degrés pour être chargées. Utilisé par exemple sur le FN P90.

On trouve également des systèmes de coupleurs de chargeurs. Un coupleur de chargeurs est un système ingénieux et simple permettant de positionner deux chargeurs l'un à côté de l'autre. Ce système pratique et efficace peut être utilisé sur le pistolet mitrailleur MP5 ou sur la carabine M4A1 par exemple, ou anciennement le Maschinenpistole 40  durant la Seconde Guerre mondiale.

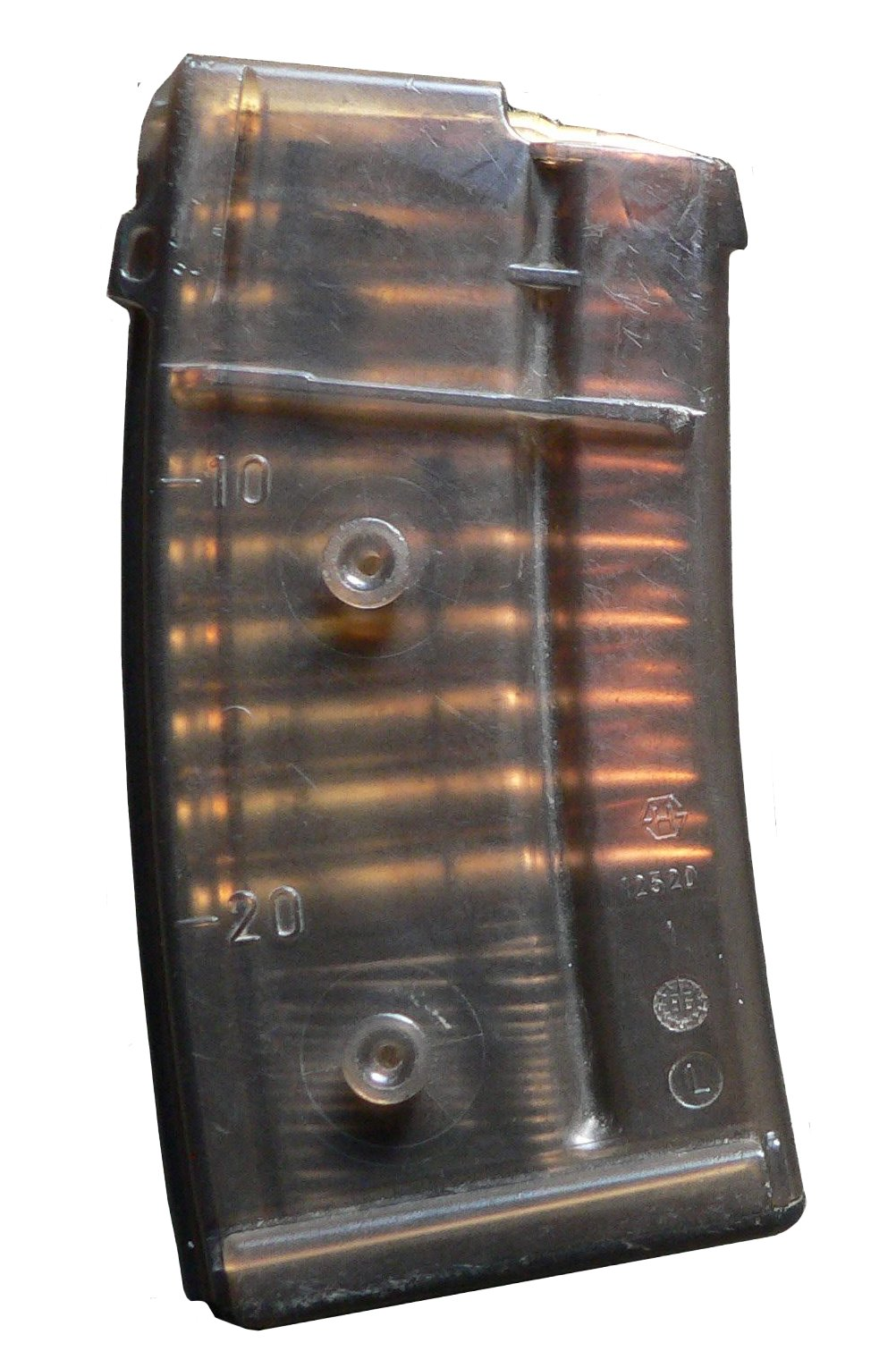
Magasin amovible avec coupleur d'un SIG-550.
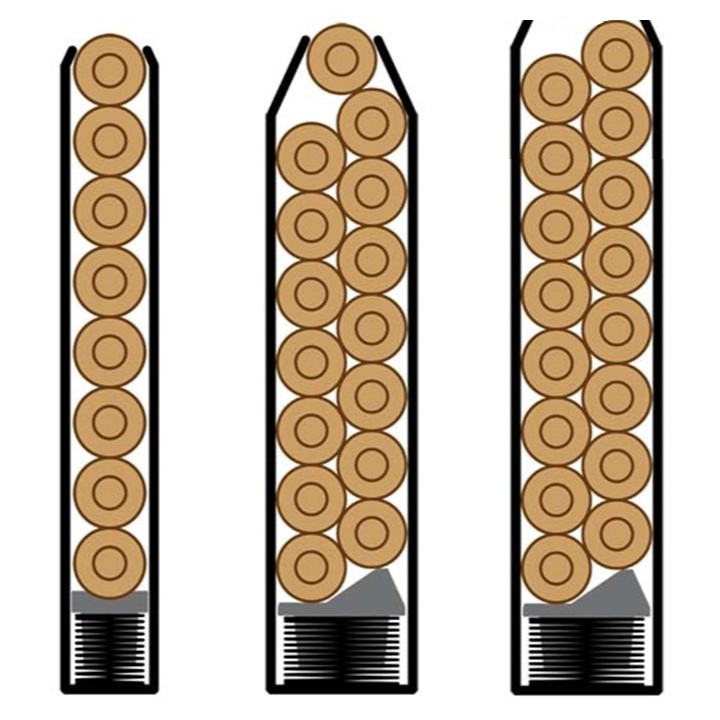
Chargeurs : munitions en ligne, en quinconce avec déquinconcement et en quinconce.
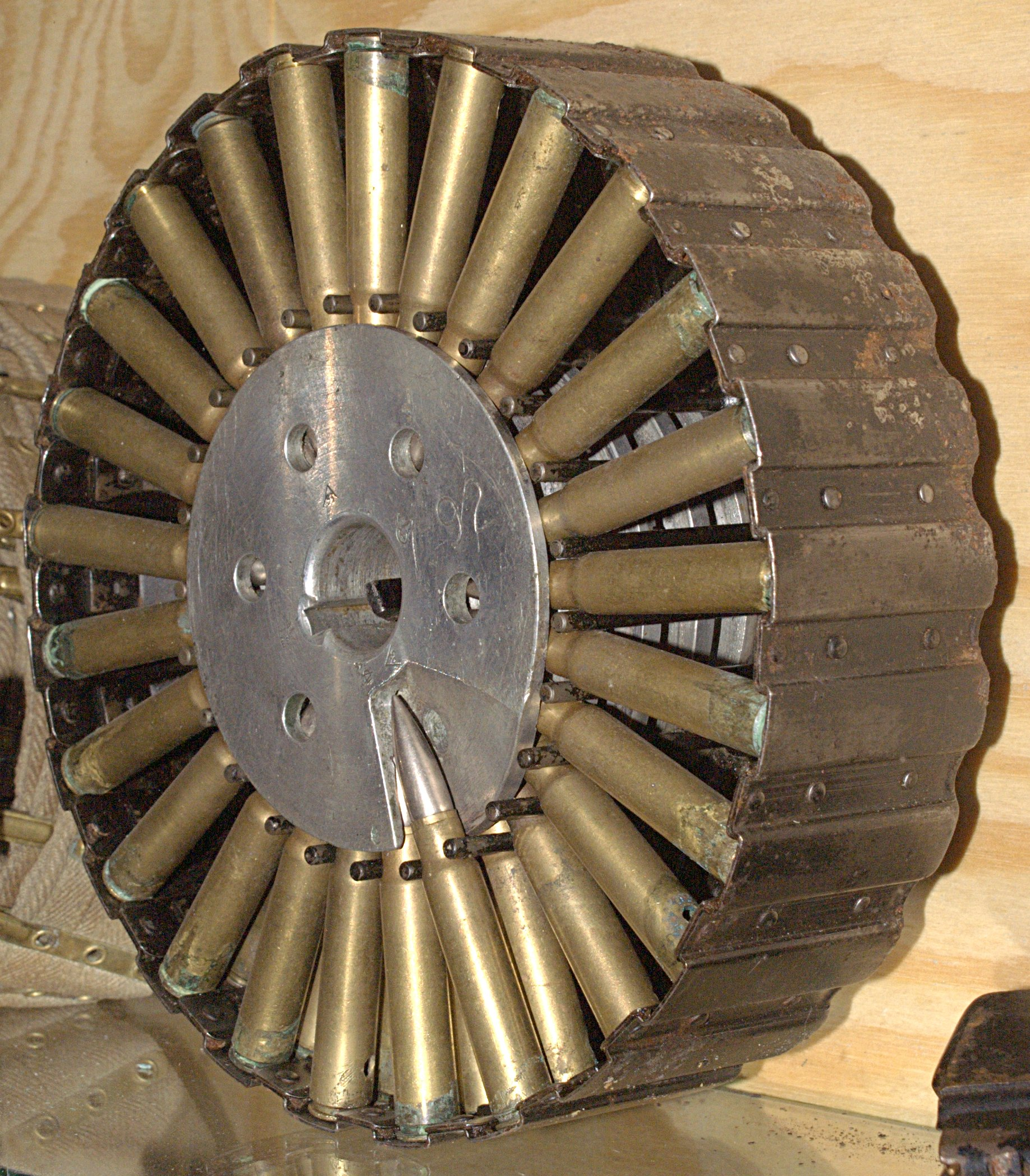
Magasin tambour utilisé sur les mitrailleuses Lewis Mark I 7.92 mm.
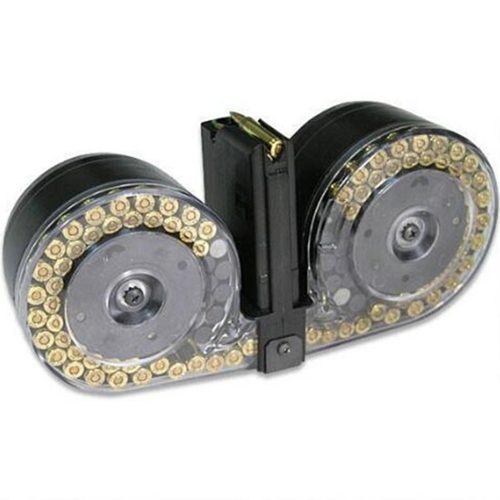
Chargeur 100 coups pour armes type AR15 / M16.
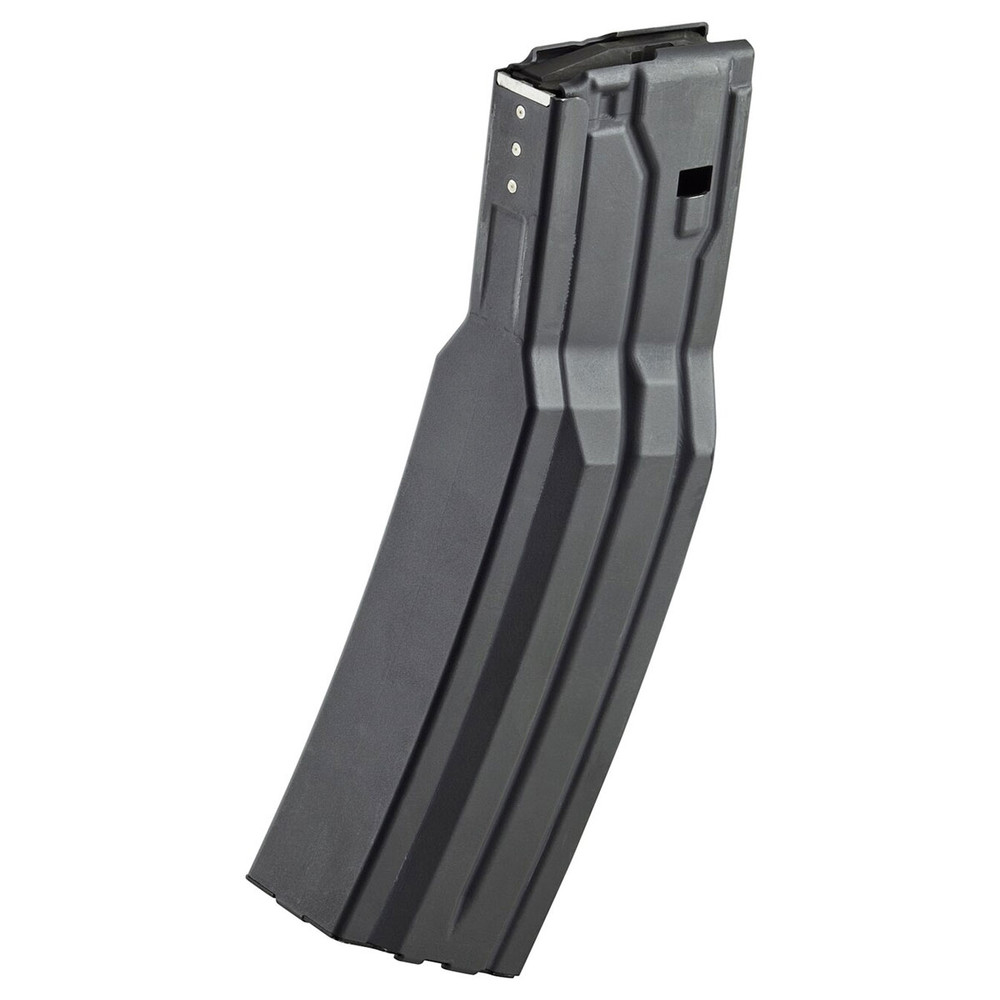
Chargeur 60 coups pour armes type AR16 / M16.
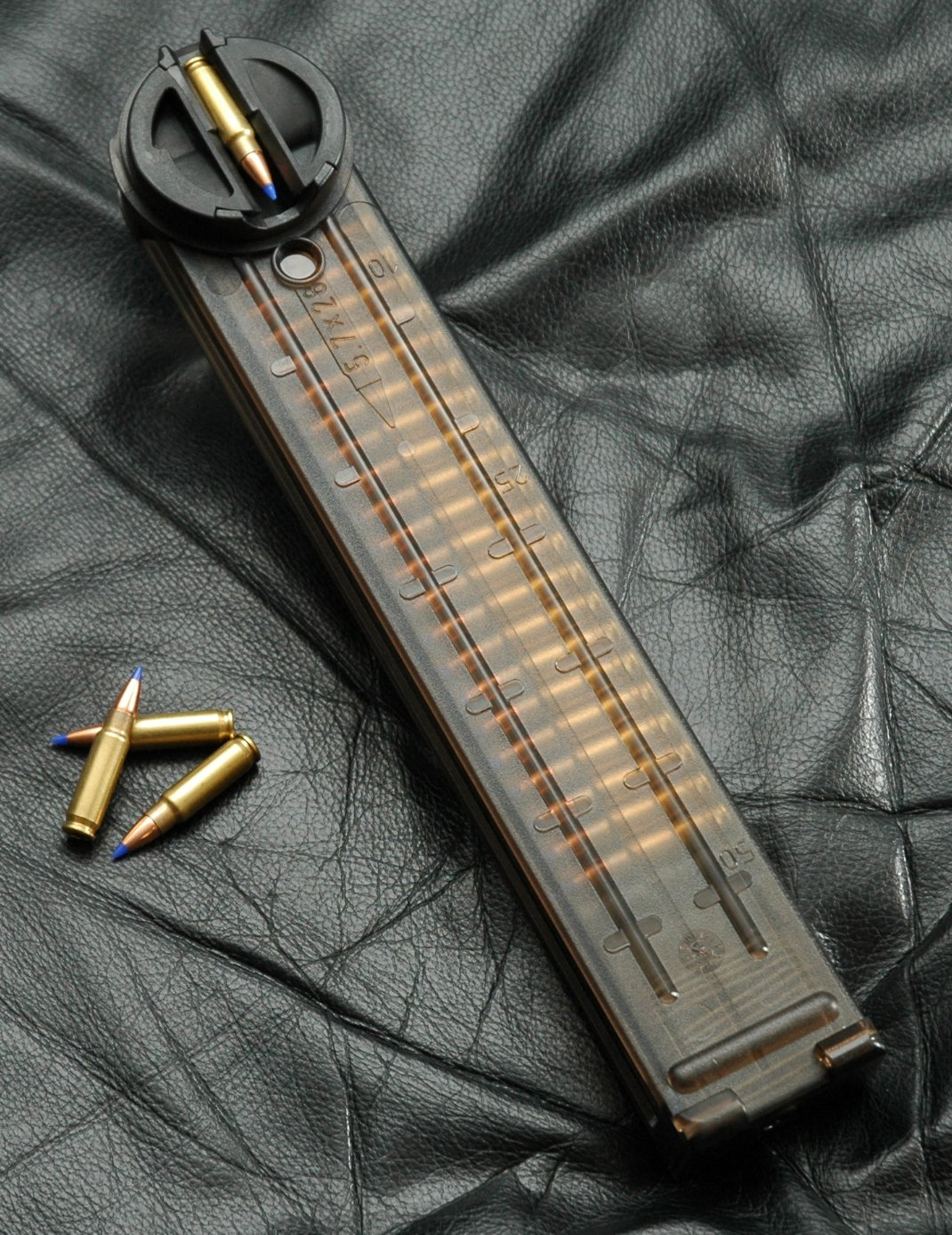
Chargeur transversal du FN P90.

## Bande de munitions
Essentiellement utilisée pour les mitrailleuses, la bande de munitions est composée d'une bande de tissu ou de métal sur laquelle les cartouches sont enfilées, ou d'un ensemble de pièces métalliques liant les munitions les unes aux autres. La bande de munitions est introduite dans l'arme et peut être stockée dans une boîte qui lui est parfois fixée. Chaque bande contient d'ordinaire au moins 100 cartouches.[réf. souhaitée]
Exemples :
- bande de 105 cartouches pour mitrailleuse 12,7 mm : 14 kg
- bande à maillons de 250 cartouches pour MAG 7,62 mm : 9 kg
- bande à maillons de 200 cartouches pour mitrailleuse 7,62 mm : 7,7 kg

Les bandes à maillons métalliques peuvent être de trois types :
- Bande à maillons fermés : exemple bandes à maillons M9 pour mitrailleuse Browning M2 de calibre .50 ;
- Bande à maillons ouverts non détachables : exemple bandes de calibre 8 mm Mauser pour mitrailleuses MG34 et MG42 ;
- Bande à maillons ouverts détachables : exemple bandes de calibre 7,62 mm OTAN pour mitrailleuses FN MAG, HK MG5, etc. ou de calibre 5,56 mm OTAN pour mitrailleuse FN Minimi, HK MG4, etc.

Il a aussi existé des bandes rigide, de plus petite taille (moins de 30 cartouches), comme les bandes de 8 mm Lebel pour les mitrailleuses Hotchkiss 1914 et Hotchkiss 1922, ou de calibre 37 mm pour canon mitrailleur Flak 43.
Sur les anciens modèles de mitrailleuses, un servant guidait généralement la bande à la main pour assurer un rechargement optimal. Les mitrailleuses modernes ne nécessitent plus cette manutention et sont souvent équipées d'une boite fixée sur le côté de l'arme contenant la bande de munitions.[réf. souhaitée]

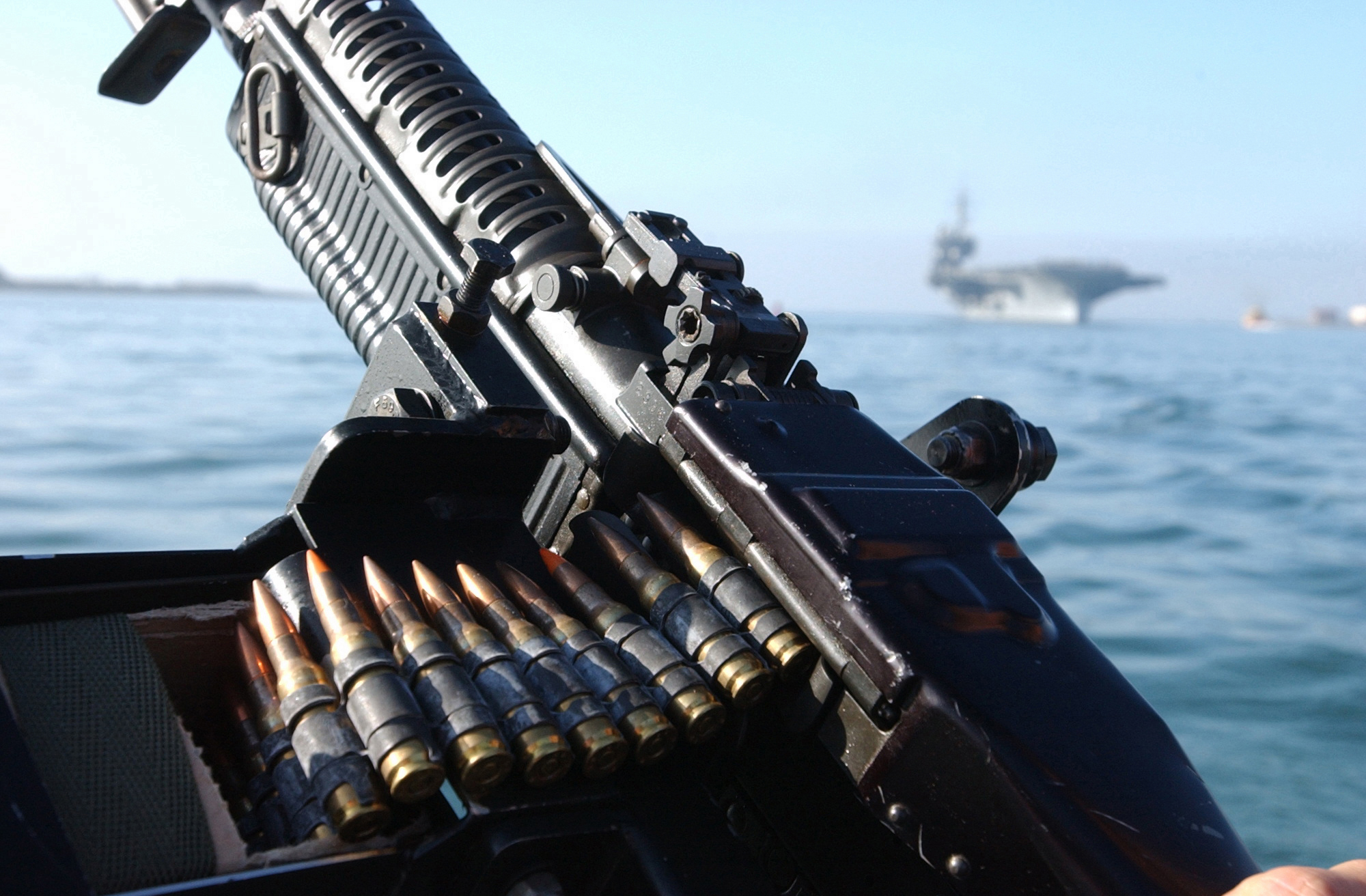
Bande de munitions d'une mitrailleuse M60 (2002).
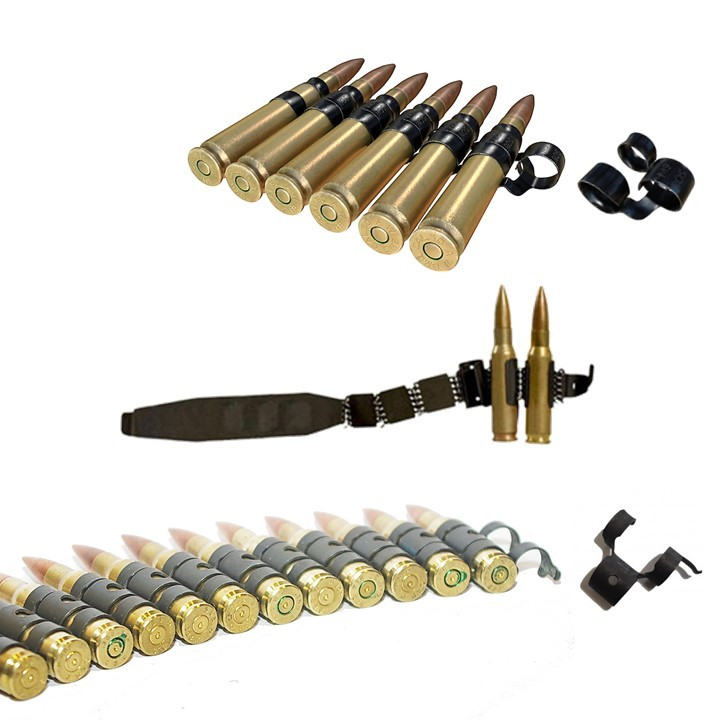
Bande à maillons fermés, bande à maillons ouverts non détachables et bande à maillons ouverts détachables.
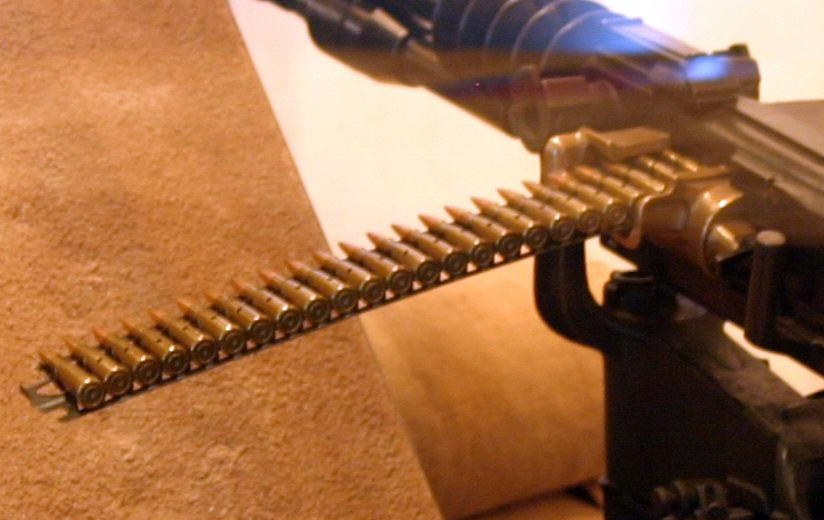
Bande rigide sur une  mitrailleuse Hotchkiss 1914.

## Chargeurs STANAG

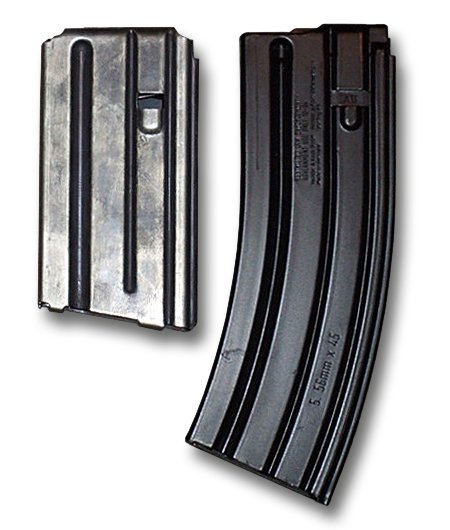
Deux chargeurs aux normes STANAG : un chargeur de 20 cartouches Colt et un chargeur de 30 cartouches Heckler & Koch.

Édité par l'Organisation du traité de l'Atlantique nord (OTAN), la norme normes STANAG définit les procédures, termes et conditions adoptés par les pays membres de l'alliance concernant les systèmes et les équipements militaires.[réf. souhaitée]
Chaque pays ratifie une version du STANAG et la met en œuvre pour sa propre armée. Le but étant de définir des procédures opérationnelles et administratives communes, pour permettre les interactions entre les armées de différentes nations.[réf. souhaitée]
Le STANAG est publié par l'agence de normalisation de l'OTAN (en) à Bruxelles, en anglais ainsi qu'en français, les deux langues officielles de l'organisme.
Le STANAG 4179 (en) a été proposé sur base du chargeur métallique type M16, mais ce STANAG n'a jamais été ratifié.

## Système expérimental
La Defense Advanced Research Projects Agency (ou DARPA - « Agence pour les projets de recherche avancée de défense » des États-Unis) a mis en test un système expérimental dans lequel les munitions sont stockées directement dans le canon les unes derrière les autres.[réf. souhaitée]
Les cartouches sont mises à feu électriquement et déclenchées à la cadence souhaitée par le système de tir. Les canons sont rechargés en usine. Afin d'atteindre des capacités importantes, une arme peut comporter plusieurs canons.[réf. souhaitée]
Ce système expérimental, qui est plutôt destiné à des armes militaires lourdes, permet un tir automatique à n'importe quelle cadence sans nécessiter de mécanisme de rechargement lourd et pouvant s'encrasser.[réf. souhaitée]

## Galerie comparative

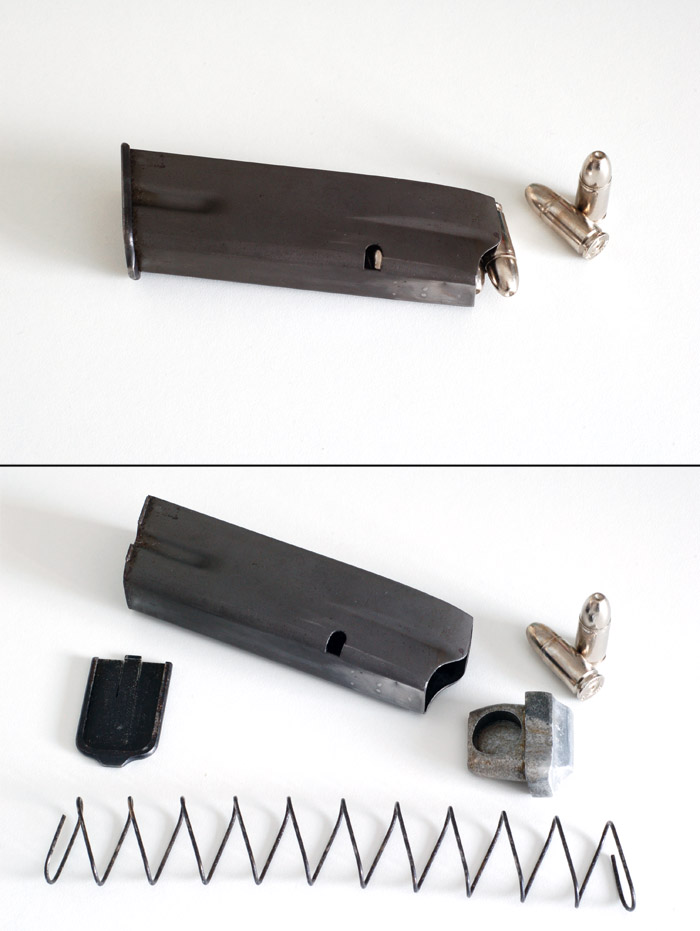
Magasin amovible pour le pistolet Browning GP (HP ou Hi Power en anglais) 9 mm Parabellum
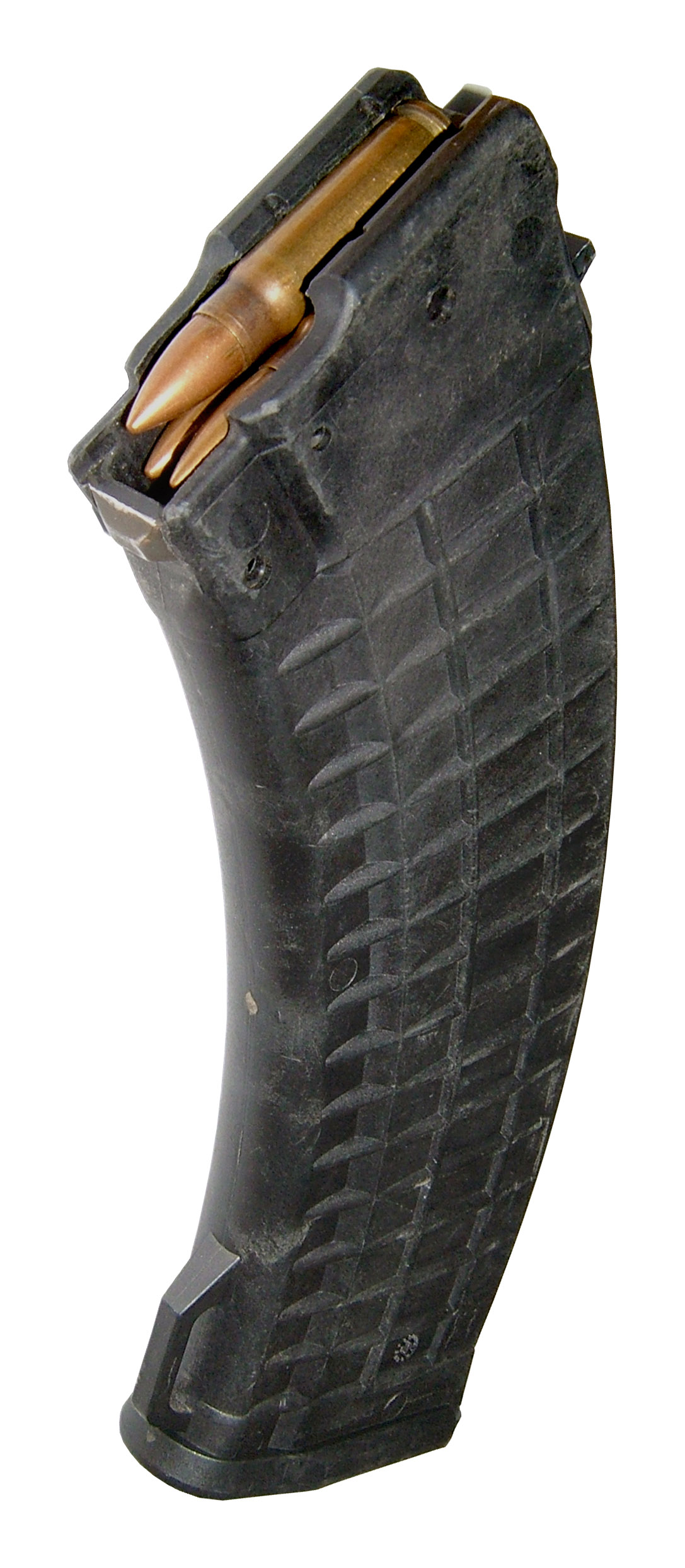
Magasin amovible pour le fusil d'assaut RK 62 (7,62 mm M43).
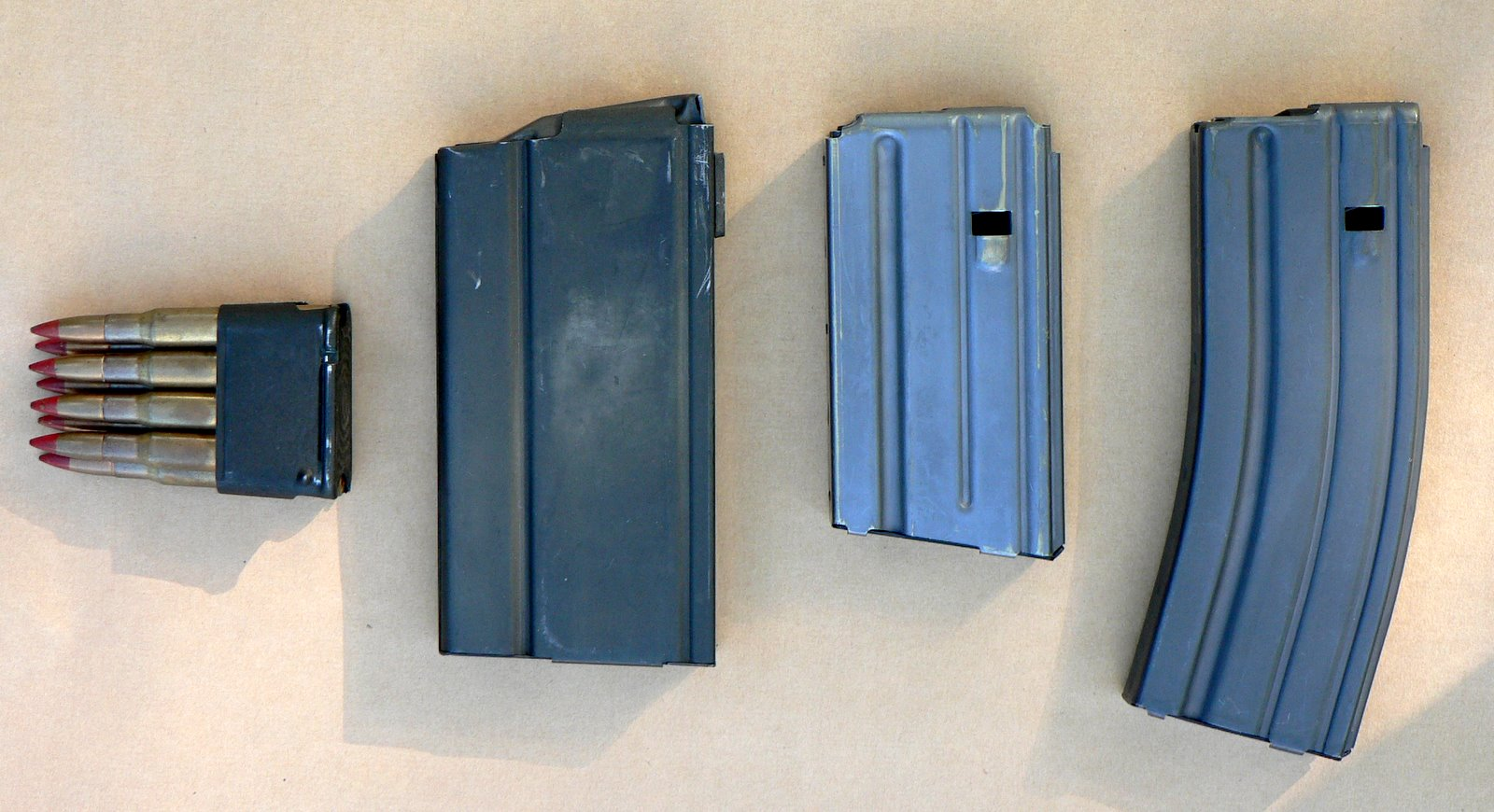
(de gauche à droite) : • chargeur de 8 cartouches en bloc du M1 Garand • magasin de 20 cartouches du M14 • magasins STANAG de 20 et 30 cartouches du M16.
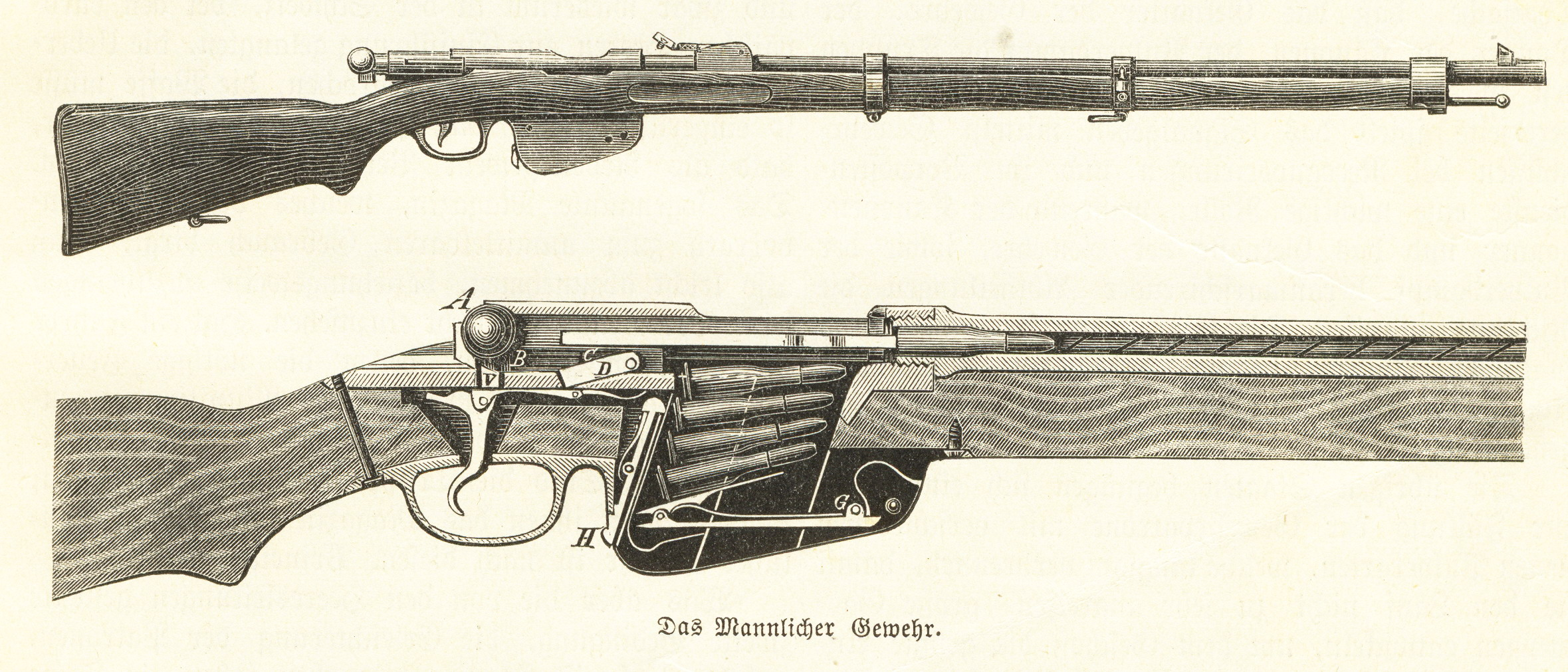
Coupe sur le magasin fixe du système Mannlicher (de) d'un fusil Steyr-Mannlicher, à la fin du XIXe siècle.
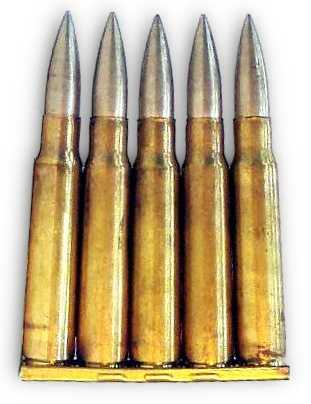
Chargeur 8 mm Mauser, production militaire turque de 1941.

## Caractéristiques
À l'origine, les magasins sont en acier. À partir de la guerre froide, on expérimente des chargeurs en matière synthétique pour alléger leur masse et ils se généralisent dans les années 1980 mais nombre de fabricants privilégient l'acier dans les années 2020.
Les meilleurs magasins pour les fusils d'assaut de la gamme AK-47 et dérivés ont un incident de tir pour 4 000 coups.
En 2017, l'US Army détermine que 3 592 coups est le maximum atteignable en conditions optimales par la plateforme du fusil d'assaut M4 americain, un niveau alors jugé “impossible” par les fabricants autres que Magpul, pour lesquels 2 500 coups sans incident était le record historique, tous types de chargeurs confondus. Mais en 2020, un magasin PMAG Gen M3 en polymère utilisé pour les munitions du calibre 5,56 a effectué 20 400 coups sans incident, ce qui est un record.